# Javier Pastore
Javier Matías Pastore (* 20. Juni 1989 in Córdoba) ist ein argentinischer Fußballspieler. Der offensive Mittelfeldspieler steht bei Qatar SC unter Vertrag und spielte für die argentinische Nationalmannschaft.

## Karriere
Pastore begann seine Karriere Anfang 2007 bei seinem Ausbildungsverein CA Talleres. Schnell erkannten argentinische Scouts sein Talent, so unterschrieb er bereits ein halbes Jahr später als Perspektivspieler bei CA Huracán, einem Mitglied der 1. argentinischen Liga, der Primera División. Aufgrund seiner markanten Statur (78 Kilogramm bei einer Größe von 187 cm) erhielt er dort den Spitznamen El Flaco (spanisch: der Schmale).
Sein Debüt gab Pastore am 24. Mai 2008, als er bei der 0:1-Niederlage bei River Plate in der 71. Minute für Federico Poggi eingewechselt wurde. In jener Saison kam er zu keinem weiteren Einsatz. In der darauffolgenden Spielzeit entwickelte er sich zum Stammspieler und Leistungsträger, er kam insgesamt auf 30 Einsätze in der Torneo Apertura und Clausura, davon 23 von Beginn an.
Er avancierte mit acht Toren und sechs Vorlagen zu einem der begehrtesten Spieler der Liga.
Im Juli 2009 unterschrieb der offensive Mittelfeldspieler einen Fünfjahresvertrag beim italienischen Serie-A-Verein US Palermo.
Für die in Südafrika ausgetragene Fußball-Weltmeisterschaft 2010 wurde El Flaco in den argentinischen Kader aufgenommen. Im Gruppenspiel gegen Griechenland, im Achtelfinale gegen Mexiko und im Viertelfinale gegen Deutschland kam er zu Teileinsätzen.
In der Saison 2010/11 spielte Pastore eine starke Saison und wurde mit elf Ligatreffern in 35 Spielen bester Torschütze seines Teams. Damit weckte Pastore auch das Interesse zahlreicher europäischer Spitzenklubs. Im Juli 2011 wechselte er für 42 Millionen Euro in die französische Hauptstadt zu Paris Saint-Germain.
Zur Saison 2018/19 wechselte Pastore für 24,7 Millionen Euro zur AS Rom, bei der er einen Vertrag bis zum 30. Juni 2023 unterschrieb.
Neben der argentinischen besitzt Pastore auch die italienische Staatsbürgerschaft.

## Titel & Auszeichnungen
Paris Saint-Germain 	
- Französischer Meister: 2013, 2014, 2015, 2016, 2018
- Französischer Pokalsieger: 2015, 2016, 2017
- Französischer Ligapokalsieger: 2014, 2015, 2016, 2017, 2018
- Französischer Superpokalsieger: 2013, 2014, 2015, 2016

Persönliche Auszeichnungen
- Nachwuchsspieler des Jahres in Italien: 2010
- Spieler des Monats der Ligue 1 (4): September 2011, November 2014, März 2015 und April 2015